# Telmatoscopus manilensis
Telmatoscopus manilensis és una espècie d'insecte dípter pertanyent a la família dels psicòdids.

## Descripció
- Mascle: cos de color marró; ulls separats per una distància igual a 1,5 facetes; sutura interocular lleugerament arquejada; front amb una àrea rectangular pilosa i una franja que s'estén fins a la sutura interocular; antenes d'1,32 mm de longitud i amb l'escap 1,5 vegades la llargària del pedicel; tòrax sense patagi; ales de 2,05 mm de llargada i 1,05 d'amplada, i amb les membranes sense taques (tot i que amb clapes marrons a les cel·les costal i anal); vena subcostal curta i acabant al nivell de la base de R2+3; R5 acabant en àpex; edeagus inflat a nivell central.
- Femella: similar al mascle, però amb els ulls separats per 4 facetes de diàmetre, antenes d'1,09 mm de llargària i ales d'1,79 mm de longitud i 0,96 d'amplada.[6]

## Distribució geogràfica
Es troba a Àsia: Luzon (les illes Filipines).